# Guilherme, Duque de Gloucester
Guilherme Henrique (em inglês: William Henry Stuart; Londres, 24 de julho de 1689 – Windsor, 30 de julho de 1700) foi o filho de Ana da Grã-Bretanha (então ainda princesa) e Jorge da Dinamarca e Noruega. Ele foi o único filho do casal a sobreviver à infância. Guilherme recebeu o título de Duque de Gloucester e foi visto por seus contemporâneos como um campeão do protestantismo já que seu nascimento parecia cimentar a sucessão protestante estabelecida através da "Revolução Gloriosa", que havia deposto no ano anterior seu avô católico, o rei Jaime II da Inglaterra & VII da Escócia.
Ana era distante de seu cunhado e primo, o rei Guilherme III da Inglaterra e Orange & II da Escócia, e sua irmã, a rainha Maria II da Inglaterra, porém apoiou uma ligação entre o filho e os dois monarcas. Ele cresceu próximo do tio, que lhe fez um Cavaleiro da Jarreteira, e da tia, que frequentemente lhe mandava presentes. Guilherme operava seu próprio exército em miniatura em seu berçário em Kensington, que chegou a ser formado por noventa meninos. Ele também ficou amigo de seu criado Jenkin Lewis, cujas memórias do duque são uma importante fonte histórica.
A saúde ruim de Guilherme sempre preocupou Ana. Sua morte em 1700, com apenas onze anos de idade, precipitou uma crise sucessória já que sua mãe era a única herdeira protestante na linha de sucessão estabelecida pela Declaração de Direitos de 1689. O parlamento não queria que o trono voltasse para um católico e dessa forma aprovou o Decreto de Estabelecimento de 1701, que colocava o trono da Inglaterra na eleitora Sofia de Hanôver, uma prima germânica de Jaime, e seus herdeiros protestantes.

## Nascimento e saúde
O rei católico Jaime II da Inglaterra & VII da Escócia foi deposto no final de 1688 por seu genro e sobrinho protestante Guilherme III de Orange, evento que ficou conhecido como a "Revolução Gloriosa". Guilherme e Maria, sua esposa e filha mais velha de Jaime, foram reconhecidos pelos parlamentos da Inglaterra e Escócia como rei e rainha. Como não tinham filhos, Ana, irmã mais nova de Maria, foi designada como herdeira presuntiva. A ascensão de Guilherme e Maria e a sucessão através de Ana foram estabelecidas pela Declaração de Direitos de 1689.

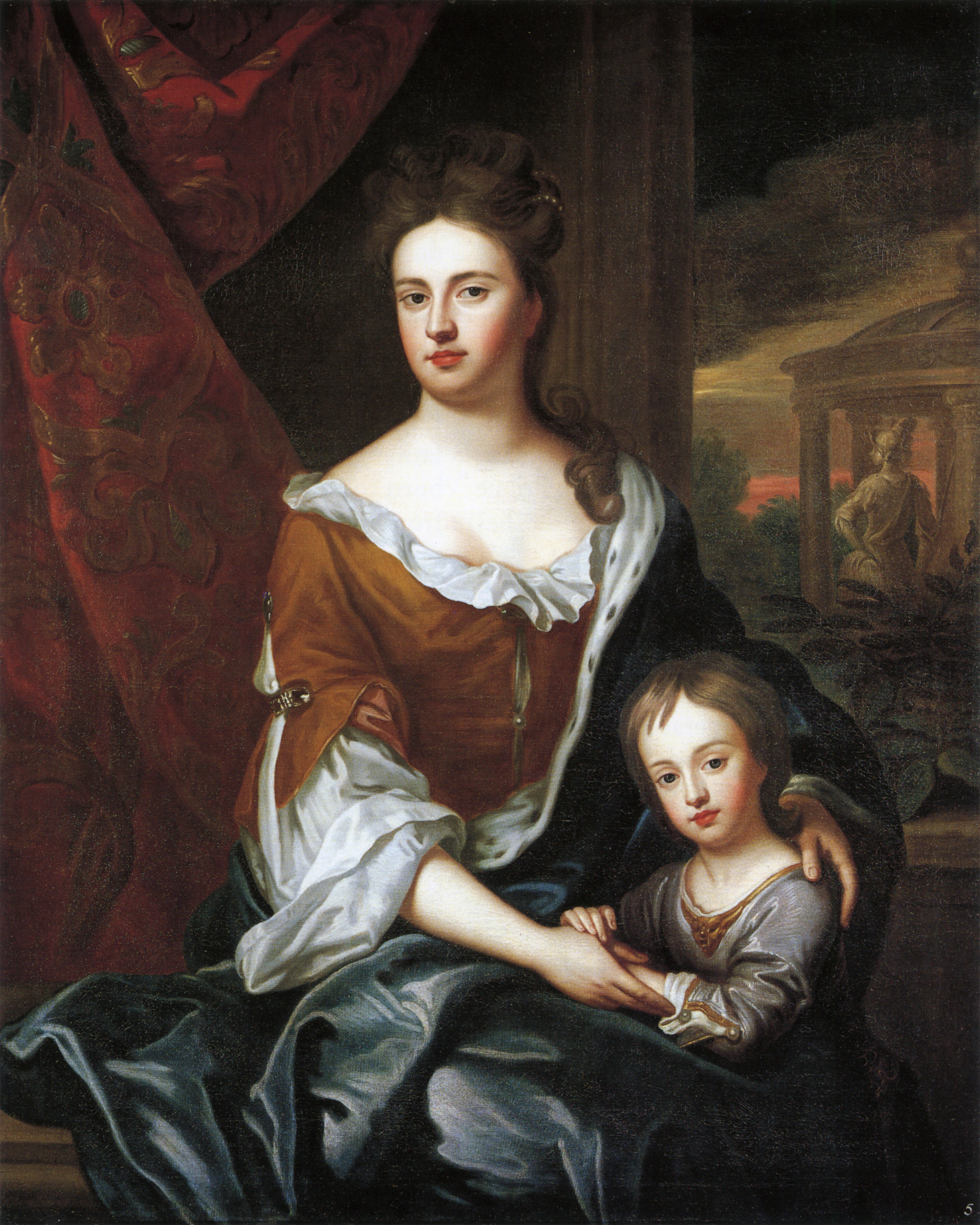
Ana com o filho Guilherme c. 1694. Por Godfrey Kneller.

Ana havia se casado com o príncipe Jorge da Dinamarca e Noruega em 1683. Em seis anos de casamento, Ana engravidou seis vezes, porém nenhum dos filhos sobreviveu. Às 5h de 24 de julho de 1689, ao final de sua sétima gravidez, ela deu à luz um menino em Hampton Court. Era costume na época o nascimento de herdeiros em potencial ao trono serem testemunhados por várias pessoas; dessa forma, o rei, a rainha e a "maioria das pessoas de qualidade na corte" estavam presentes. O bebê foi batizado três dias depois por Henrique Compton, Bispo de Londres, como Guilherme Henrique em homenagem ao tio soberano. Seus padrinhos foram o rei, Gertrude Pierrepont, Marquesa de Halifax, e Charles Sackville, 6.º Conde de Dorset e Lorde Camareiro. O rei o declarou como Duque de Gloucester, apesar do pariato nunca ter sido formalmente criado. Guilherme era o segundo na linha de sucessão depois de sua mãe e era considerado a esperança dos apoiadores da revolução por seu nascimento ter assegurado a sucessão protestante. A ode The Noise of Foreign Wars, atribuída a Henry Purcell, foi escrita em comemoração de seu nascimento. Outras odes, como Who Can From Joy Refrain? de Purcell, e The Duke of Gloucester's March e A Song upon the Duke of Gloucester de John Blow, seguiram-se em seus aniversários. Entretanto, os apoiadores de Jaime, os jacobitas, chamaram o duque de "um usurpador doente e condenado".
Apesar de ter sido descrito como um "menino bravo e vivaz", Guilherme adoeceu com convulsões com apenas três semanas de idade; sua mãe então o levou para a Casa Craven em Kensington, esperando que o ar fresco das cascalheiras fosse benéfico para sua saúde. Suas convulsões eram possivelmente sintomáticas de meningite, provavelmente contraídas no nascimento e que resultaram em hidrocefalia. Como era de costume entre a nobreza, o duque foi colocado aos cuidados de uma governanta, Senhora Fitzhardinge, e se amamentou com uma ama de leite, Sra. Pack, não com a mãe. Como parte do seu tratamento, Guilherme passeava todos os dias em uma pequena carruagem aberta para maximizar sua exposição ao ar fresco. Ana e Jorge adquiriram em 1690 uma residência permanente na área, uma mansão jacobita Casa Campden, pois o tratamento em Craven excedeu suas expectativas. Foi lá que ele ficou amigo do criado Jenkin Lewis, cujas memórias são uma importante fonte histórica para os historiadores.
Por toda sua vida, Guilherme sofreu de uma "maleita" recorrente que foi tratada por seu médico John Radcliffe com doses regulares de Casca de Jesuíta (uma forma primitiva de quinina). O duque odiava o tratamento e geralmente vomitava logo em seguida. Ele tinha uma cabeça grande, possivelmente resultado de uma hidrocefalia, que seus cirurgiões perfuravam intermitentemente para extrair o fluido. Ele não conseguia andar direito e tendia a tropeçar. Com quase cinco anos de idade, Guilherme se recusou a subir uma escada sem a ajuda de dois criados, e Lewis acabou culpando enfermeiras indulgentes por super-protegerem o menino. Seu pai o puniu até ele concordar em andar sozinho. Castigos corporais eram comuns na época e tais tratamentos não eram considerados muito severos.

## Educação

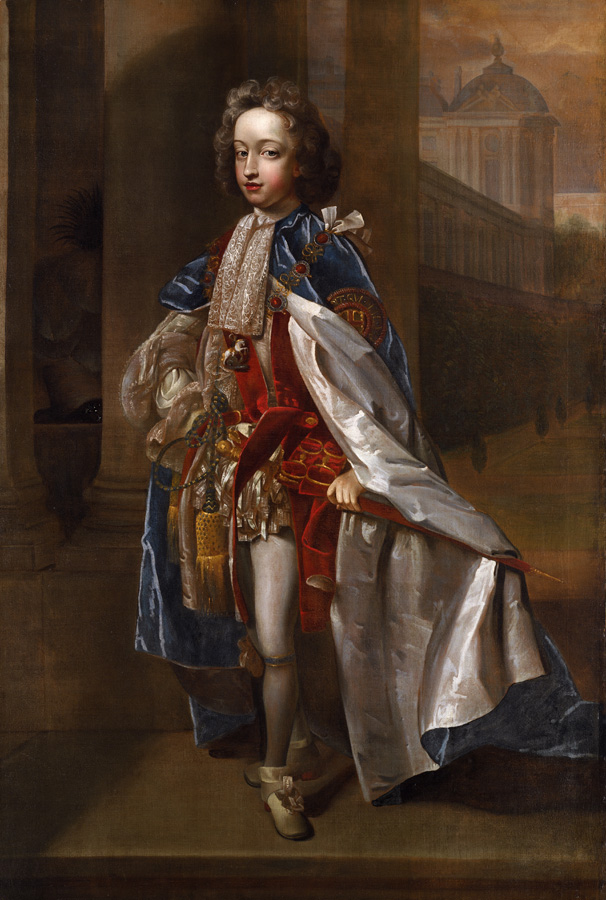
Guilherme com o manto azul da Jarreitera c. 1698. Por Edmund Lilly.

A aquisição da linguagem de Guilherme foi adiada; ele não falava corretamente até os três anos. Consequentemente o início de sua educação foi adiada em um ano. O reverendo Samuel Pratt, um estudante de Cambridge, foi nomeado como tutor do duque em 1693. As lições se centravam em geografia, matemática, latim e francês. Pratt era inimigo de Lewis e os dois frequentemente discordavam sobre como Guilherme deveria ser educado. Lewis tinha preferência sobre Pratt aos olhos do príncipe porque possuía conhecimento de assuntos militares, dessa forma podia ajudá-lo com seus "Guardas Montados", um exército em miniatura formado por crianças locais. A partir de 1693 e pelos anos seguintes, o tamanho do exército cresceu de 22 até noventa meninos.
Ana havia se desentendido com a irmã e o cunhado, relutantemente concordando em seguir o conselho de uma amiga, Sara Churchill, Condessa de Marlborough, e deixar que Guilherme visitasse os tios monarcas regularmente para garantir que a boa vontade deles com a criança continuasse. Em uma tentativa de curar a rixa, Ana convidou o rei e a rainha para ver o duque comandar os "Guardas Montados". Guilherme III & II os elogiou depois de vê-los em apresentação no Palácio de Kensington, fazendo uma visita a Casa Campden no dia seguinte. Guilherme se aproximou da tia e do tio: a rainha lhe comprava regularmente presentes de sua loja de brinquedos favorita. A morte de Maria em 1694 levou a uma reconciliação superficial entre Ana e o rei que resultou na mudança para o Palácio de St James. Lewis visitava o palácio apenas a cada dois meses porque o duque ficou cansado dele.
Em seu aniversário de sete anos, Guilherme participou de uma cerimônia na Capela de São Jorge, Castelo de Windsor, para empossá-lo como um cavaleiro da Ordem da Jarreteira, uma honra que o rei havia lhe dado seis meses antes. O duque adoeceu durante o banquete de comemoração e foi embora mais cedo, porém se recuperou e foi caçar cervos no Grande Parque de Windsor, onde foi sangrado por Samuel Masham, o pajem do pai. Ana escreveu a Condessa de Marlborough, "Meu menino continua ainda muito bem, e parece melhor, acho, que já esteve em sua vida; eu quero dizer mais saudável, pois embora eu o ame muito, não posso me gabar de sua beleza".

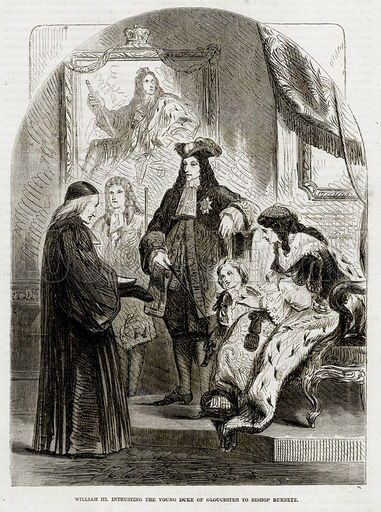
O rei Guilherme entregando o príncipe Guilherme aos cuidados do Bispo Burnet.

Durante o julgamento de sir John Fenwick, implicado em um complô para assassinar o rei, o duque escreveu uma carta ao tio: "Eu, súdito mais obediente de Vossa Majestade [...] preferiria perder minha cabeça na causa de Vossa Majestade que na de qualquer outro homem, e espero que não demore muito antes de você conquistar a França". Adicionada a carta estava uma declaração dos meninos do exército do príncipe: "Nós, súditos de Vossa Majestade, estaremos com você até o último pingo de sangue".
Em 1697, o parlamento garantiu ao rei cinquenta mil libras esterlinas para estabelecer uma criadagem ao Duque de Gloucester, apesar de Guilherme III & II ter permitido a liberação de apenas quinze mil libras, ficando com o restante do dinheiro. O estabelecimento da própria criadagem do príncipe no início do ano seguinte reviveu a rixa entre Ana e Guilherme. O rei estava determinado em limitar o envolvimento de Ana na criadagem, assim nomeando Gilberto Burnet, Bispo de Salisbury, como o preceptor do príncipe, contra a vontade da mãe. Burnett sabia que Ana não estava satisfeita e tentou recusar a nomeação, porém o rei insistiu. A raiva de Ana só diminuiu porque o rei garantiu que ela poderia escolher todos os serviçais do filho. John Churchill, 1.º onde de Marlborough e amigo de Ana, foi nomeado como governador do príncipe; Charles Talbot, 1.º Duque de Shrewsbury, havia anteriormente recusado por motivos de saúde. Pouco depois de ter partido para os Países Baixos, o rei recebeu as escolhas de Ana, porém recusou-se a confirmá-las. O Conde de Albemarle, seu favorito, eventualmente o convenceu a concordar com as nomeações e a confirmação de Guilherme foi enviada dos Países Baixos em setembro de 1698. O Marquês de Blandford, filho de doze anos dos Marlborough, foi nomeado como mestre do cavalo e ele e o duque se transformaram em amigos. Abigail Hill, uma parenta da Condessa de Marlborough, foi nomeada como sua lavadeira, enquanto que seu irmão John Hill virou um dos cavalheiros do dormitório.

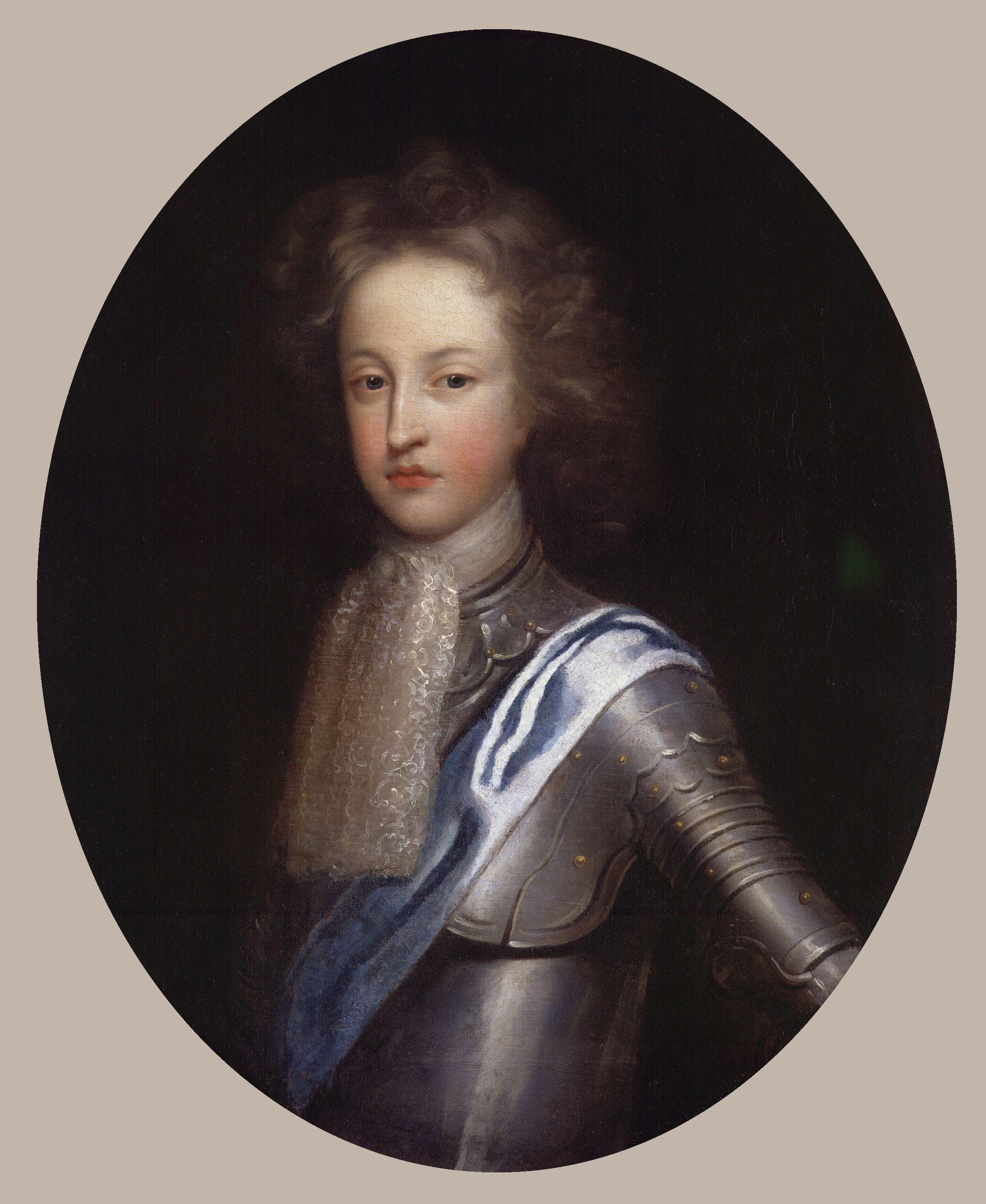
Guilherme em 1698. Por Godfrey Kneller.

Burnet dava aulas a Guilherme sobre assuntos como constituições feudais da Europa e as leis antes do cristianismo. O bispo também encorajava o duque a memorizar fatos e datas. Ministros do governo inspecionavam o progresso acadêmico do príncipe a cada quatro meses, encontrando-se "espantados" por sua "maravilhosa memória e bom julgamento". Sua tropa de infância foi dissolvida, mas o rei fez dele o comandante honorário de um verdadeiro regimento de soldados holandeses. Em 1699, Guilherme compareceu aos julgamentos de Lorde Mohun e Lorde Warwick na Câmara dos Comuns, ambos acusados de assassinato. Mohun foi absolvido e Warwick culpado, porém escapou de punição invocando o privilégio do pariato.

## Morte
Guilherme se mudou para os antigos aposentos de Maria no Palácio de Kensington pouco antes de seu aniversário de onze anos. Na sua festa de aniversário em Windsor, no dia 24 de julho de 1700, foi dito que ele se superaqueceu enquanto dançava. Ao cair da noite ele estava sofrendo de dores na garganta e calafrios. Os médicos não concordavam com o diagnóstico e ele desenvolveu uma febre alta. Radcliffe achou que o príncipe tinha escarlatina, enquanto outros acreditavam que era varíola. Guilherme foi sangrado, apesar das objeções de Radcliffe. Ele disse aos seus colegas, "vocês o destruíram e podem até ter acabado com ele". O médico prescreveu empolamento, que não teve efeito.
Guilherme morreu no dia 30 de julho de 1700 ao lado dos pais. Uma autópsia mostrou que ele tinha uma quantidade anormal de fluidos nos ventrículos do cérebro. O rei estava nos Países Baixos e escreveu a Marlborough, "É uma perda tão grande para mim quanto para a Inglaterra, que atravessa meu coração". Ana estava tomada pela dor e foi para seus aposentos. Às tardes, ela era levada aos jardins "para distrair seus pensamentos melancólicos". O corpo de Guilherme foi levado de Windsor a Westminster na noite de 1 de agosto, sendo velado no Palácio de Westminster antes de ser enterrado na Cripta Real da Capela de Henrique VII, Abadia de Westminster, em 9 de agosto. Como era costume para realeza em luto, Ana e Jorge não participaram do funeral, permanecendo em seclusão em Windsor.
A morte de Guilherme desestabilizou a sucessão, já que Ana era agora a única protestante restante na linha de sucessão do trono estabelecida pela Declaração de Direitos de 1689. Apesar dela ter tido outras dez gravidezes depois de Guilherme, todas as crianças morreram ainda dentro de seu útero ou imediatamente após o nascimento. O parlamento inglês não queria que o trono voltasse para um católico, então foi aprovado o Decreto de Estabelecimento de 1701 que colocava o trono da Inglaterra na eleitora Sofia de Hanôver, prima germânica de Jaime II & VII, e seus herdeiros protestantes. Ana sucedeu Guilherme III & II em 1702 e reinou até sua morte em 1 de agosto de 1714. Sofia havia morrido algumas semanas antes, então seu filho Jorge Luís ascendeu ao trono como Jorge I da Grã-Bretanha, o primeiro monarca britânico da Casa de Hanôver.

## Títulos, honras e brasão
- 27 de junho de 1689 – 30 de julho de 1700: "Sua Alteza Real, o Príncipe Guilherme, Duque de Gloucester".[60]

### Honras
- KG: Cavaleiro da Jarreiteira, 6 de janeiro de 1696[7]

### Brasão
Guilherme tinha como seu brasão oficial o brasão real de armas da Inglaterra, diferenciado por um escudo interior com o brasão de armas da Dinamarca e um lambel argente de três pés, com o pé central possuindo uma cruz goles.
| Brasão de armas de Guilherme, Duque de Gloucester |